# Escontria
A monotipikus Escontria nemzetségbe jelenleg egyetlen elismert faj, az Escontria chiotilla tartozik.

## Jellemzői
Kistermetű fa, magassága nem éri el a 4 m-t. Törzse 400 mm-nél kisebb átmérőjű, számos oldalága a 200 mm átmérőt sem éri el. Kandeláberszerűen növő ágain kevés (3-5 központi és 10-15 radiális), 70 mm-nél rövidebb tövis fejlődik, 30 mm átmérőjű sárgás virágai nappal nyílnak. Termése húsos, barnásvörös bogyó.

## Elterjedése
Mexikó: Guerrero, Michoacán, Oaxaca, Puebla.

## Etimológia
Joseph Nelson Rose a névadással a mexikói Don Blas Escontría († 1906) urat tisztelte meg.